# GPdf
GPdf est un lecteur de fichiers PDF, dérivé de Xpdf, et développé pour GNOME dans les années 2003 à 2005 par Martin Kretzschmar. Le projet, auquel contribuèrent des développeurs Red Hat, servit de base au développement du logiciel Evince, fin décembre 2004, peu de temps avant l’abandon du projet en mars 2005. Ce logiciel libre était distribué selon les termes de la licence publique générale GNU (version 2). On peut retrouver le code source dans les archives de l’université d'Umeå, en Suède,.